# Bosroumois
Bosroumois è un comune francese di nuova costituzione. È stato creato il 1º gennaio 2017 assorbendo i due comuni di Bosc-Roger-en-Roumois e di Bosnormand che ne sono divenuti comuni delegati.